# Zigbrandtsens dans
Zigbrandtsens dans er en kortfilm, der er instrueret af Morten Kjems Juhl efter eget manuskript.

## Handling
Koncernens ledelse konfiskerer den gamle arkivar Zigbrandtsens transistor og afskærer ham fra sin musik og sine drømmerier - det sidste, han har tilbage i livet. Alt er slut. Lige indtil hans arkivskab åbner lågen for et eventyr, som Zigbrandtsen sammen med firmaets gårdfejer, den underkuede Motanze, forsvinder ind i. Her finder de to outsidere al den glæde, de mangler i den virkelige verden, samt ikke mindst modet til at gøre op med ledelsens benhårde og undertrykkende diktatur.